# Vila Franca da Serra
Vila Franca da Serra is een plaats (freguesia) in de Portugese gemeente Gouveia en telt 303 inwoners (2001).